# Фод, Пирсон
Пирсон Дейн Фод (англ. Pierson Dane Fodé, род. 6 ноября 1991 года) ― американский актер и модель.

## Ранние годы
Пирсон Дейн Фод родился в Мозес-Лейк (штат Вашингтон) в семье Рона и Робин Фод. У него есть два старших брата, Престон и Пейтон, и младшая сестра Фаррон. Он вырос со своей семьей на ферме. В возрасте 13 лет, во время учёбы в средней школе, он основал компанию Pierced Productions, в которой снял более 20 короткометражных фильмов, написал сценарий и сыграл главную роль. Окончив среднюю школу со степенью бакалавра в местном колледже, он начал свою актерскую карьеру в возрасте 18 лет. В настоящее время он проживает в Лос-Анджелесе.

## Карьера
Фод дебютировал в качестве актера в 2012 году в ситкоме Nickelodeon, «АйКарли», в роли Тодда. В том же году он получил награду YouTube за главную роль Джареда в веб-сериале «Беглецы», который длился два сезона. Затем он снялся в телевизионном фильме «Гнев Божий: противостояние» в роли Крюгера и в роли гостя в фильме «Привет, дамы».
С 2013 по 2014 год Фод играл роль Блейзера в веб-сериале «Рассказчики». В 2014 году он снялся в фильме ужасов «Коренные», который был показан на кинофестивале в Трайбеке, а также снялся в фильмах «Убить дичь» и «Перетащить червей». У него также была постоянная роль в сериале Disney Channel «Джесси», состоящем из пяти эпизодов.
В 2015 году Фод снялся вместе с Викторией Джастис в романтической комедии «Те, кого нельзя целовать». Он также вернулся на телевидение, чтобы сыграть роль Томаса Форрестера в сериале «Дерзкие и красивые». 7 сентября 2017 года издание Soap Opera Digest объявило, что Фод покинет роль сериал.
Фод снимется в предстоящем фильме «Человек из Торонто», комедийном боевике с Кевином Хартом, Вуди Харрельсоном и Кейли Куоко в главных ролях.
Он подписал контракт с модельным агентством Wilhelmina Models в 2011 году. Как модель, он получил несколько наград, таких как «Звезда года», «Лучшая походка по подиуму», «Лучшие фотографии с модным принтом», «Лучшая телевизионная реклама», «Красота» и «Лучшая улыбка». В качестве модели он снимался Брюсом Уэббером для Abercrombie & Fitch, Vanity Fair, G-Star, Demand, одежды Akira, Джилли Хикс и других крупных брендов и изданий.

## Личная жизнь
В июне 2019 года Фод сообщил в Instagram, что перенес черепно-мозговую травму и потерял сознание. Он носил кардиомонитор, чтобы отслеживать состояние. Он полностью выздоровел и активно пытается помочь другим людям с серьёзными травмами. Пирсону нравится кататься на мотоцикле, прыгать с парашютом, заниматься паркуром и активно участвовать в благотворительных организациях, таких как Saving Innocence, Heifer International и церковь Святого Иуды в Лос-Анджелесе.
С 2013 по 2015 он находился в отношениях с актрисой, Викторией Джастис. С 2020 года находится в отношениях с актрисой Саксон Шарбино.